# Kỳ tích kinh tế Nhật Bản thời hậu chiến

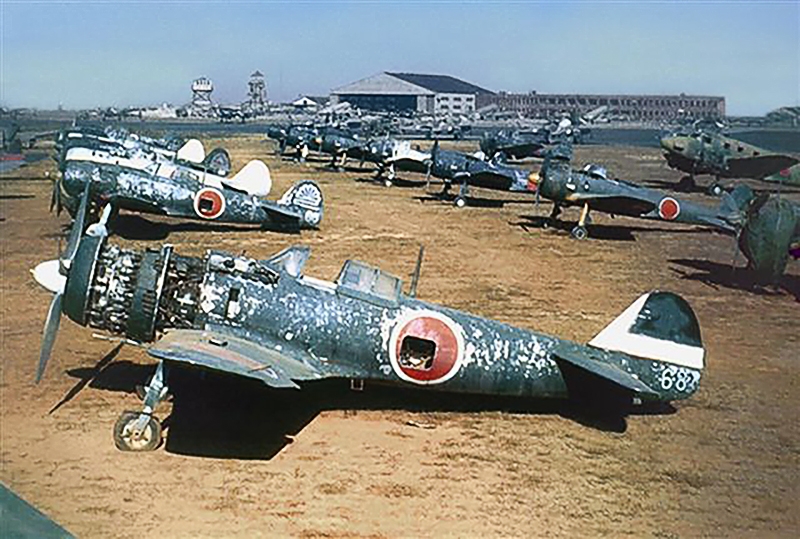
Máy bay chiến đấu Nakajima Ki-84, Nakajima Ki-43 của Lục quân Đế quốc Nhật Bản (IJAAS) sau chiến tranh.

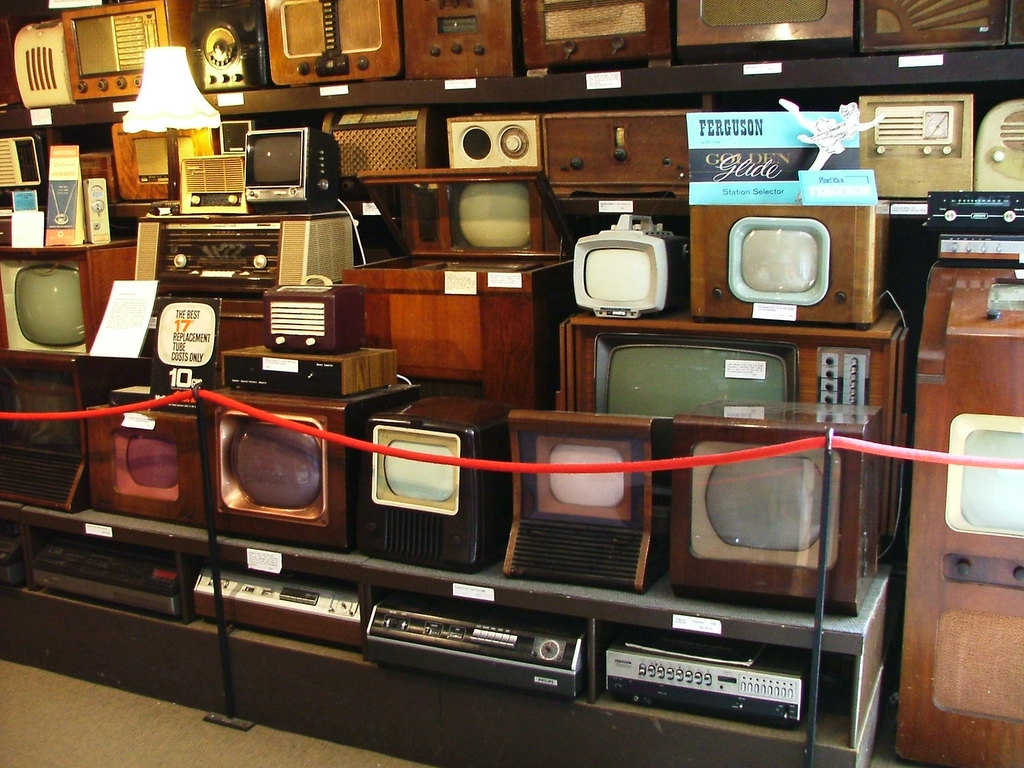
TV do Nhật Bản sản xuất trong thời kỳ bùng nổ kinh tế

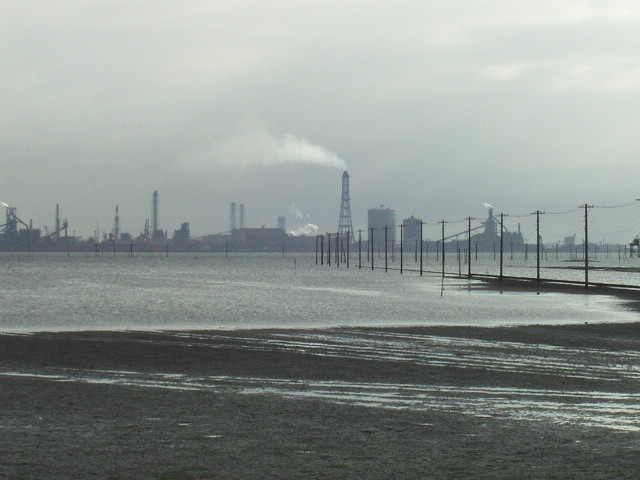
Ngành công nghiệp liên quan đến than và kim loại của Nhật Bản đã trải qua tốc độ tăng trưởng hàng năm là 25% trong thập niên 1960, với nhà máy thép của Nippon Steel Corporation ở tỉnh Chiba là một nhà máy đáng chú ý

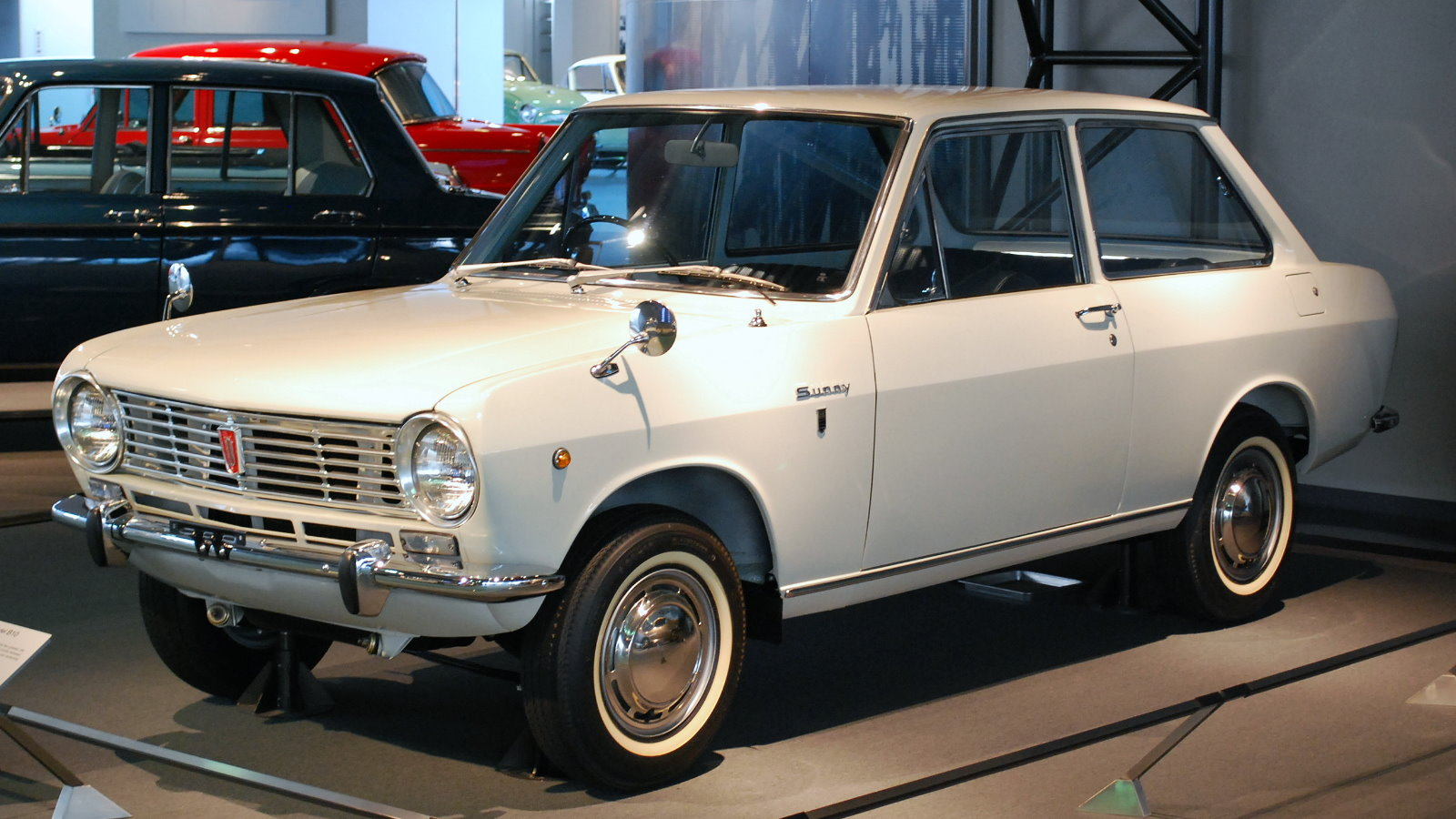
Nissan Sunny giá rẻ đã trở thành biểu tượng của tầng lớp trung lưu Nhật Bản trong thập niên 1960

Kỳ tích kinh tế Nhật Bản thời hậu chiến (tiếng Anh: Japanese post-war economic miracle; giản thể: 日本战后经济奇迹; phồn thể: 日本戰後經濟奇跡; Hán-Việt: Nhật Bản chiến hậu kinh tế kỳ tích), hay còn gọi là Kỷ nguyên tăng trưởng kinh tế cao độ こうどけいざいせいちょう hoặc 高度経済成長 (Kōdo keizai seichō), là thời kỳ tăng trưởng kinh tế kỷ lục của Nhật Bản giữa thời kỳ sau Thế chiến thứ hai đến cuối chiến tranh Lạnh. Trong thời kỳ kinh tế bùng nổ, Nhật Bản nhanh chóng trở thành nền kinh tế lớn thứ hai thế giới (sau Hoa Kỳ). Đến thập niên 1990, cơ cấu nhân khẩu của Nhật Bản bắt đầu đình trệ và lực lượng lao động không còn mở rộng như những thập kỷ trước đó, mặc dù năng suất trên mỗi lao động vẫn cao.

## Bối cảnh
Thần kỳ kinh tế này là kết quả của Nhật Bản sau Thế chiến thứ hai và Tây Đức được hưởng lợi từ chiến tranh Lạnh. Chính phủ Mỹ đã cải cách xã hội Nhật Bản trong quá trình chiếm đóng Nhật Bản, tạo ra những thay đổi về chính trị, kinh tế và dân sự. Nó xảy ra chủ yếu do sự can thiệp kinh tế của chính phủ Nhật Bản và một phần là do sự trợ giúp và giúp đỡ của Kế hoạch Marshall của Hoa Kỳ. Sau thế chiến II, Hoa Kỳ đã thiết lập một sự hiện diện đáng kể ở Nhật Bản để làm chậm sự mở rộng ảnh hưởng của Liên Xô ở Thái Bình Dương. Hoa Kỳ cũng quan tâm đến sự tăng trưởng của nền kinh tế Nhật Bản vì có nguy cơ sau Thế chiến II, một dân số Nhật Bản không hạnh phúc và nghèo khổ sẽ chuyển sang chủ nghĩa cộng sản và bằng cách đó, đảm bảo sự kiểm soát của Liên Xô đối với Thái Bình Dương.
Các đặc điểm khác biệt của nền kinh tế Nhật Bản trong những năm "thần kỳ kinh tế" bao gồm: sự hợp tác của các nhà sản xuất, nhà cung cấp, nhà phân phối và ngân hàng trong các nhóm đan chặt chẽ gọi là keiretsu; các hiệp hội doanh nghiệp hùng mạnh và shuntō; quan hệ tốt với các quan chức chính phủ và đảm bảo tuyển dụng trọn đời (shūshin koyō) trong các tập đoàn lớn và các nhà máy cổ cồn xanh nghiệp đoàn hóa cao.
Tuy nhiên, một số học giả lập luận rằng sự tăng trưởng bùng nổ sau chiến tranh của Nhật Bản sẽ không thể thực hiện được nếu không có liên minh của Nhật Bản với Hoa Kỳ, vì Hoa Kỳ tiêu thụ hàng xuất khẩu của Nhật Bản, chấp nhận các thông lệ thương mại gây tranh cãi của Nhật Bản, trợ cấp cho nền kinh tế Nhật Bản và chuyển giao công nghệ cho các công ty Nhật Bản; qua đó phóng đại hiệu quả của chính sách thương mại Nhật Bản.

## Tranh cãi
Các công ty Mỹ đã kiện các công ty Nhật Bản vì hành vi trộm cắp tài sản trí tuệ và vi phạm bằng sáng chế. Nhiều trường hợp dẫn đến việc các công ty Nhật Bản phải trả các khoản thanh toán lớn và khoản thanh toán theo lệnh của tòa án cho các công ty và cá nhân Mỹ.
Năm 1978, Bộ Công nghiệp và Thương mại Quốc tế Nhật Bản đã cung cấp các khoản trợ cấp, vốn là bất hợp pháp theo luật quốc tế, để giúp các công ty bán dẫn Nhật Bản bán chip của họ với giá thấp giả tạo ở Hoa Kỳ trong khi vẫn giữ giá cao ở Nhật Bản, một hành vi thương mại được gọi là bán phá giá.
Năm 1982, Hitachi Ltd. đã nhận tội tại Tòa án quận Hoa Kỳ với cáo buộc âm mưu đánh cắp bí mật thương mại từ IBM và vận chuyển những tài liệu đó đến Nhật Bản. Năm 1983, Hitachi và IBM thông báo hai bên đã đạt được thỏa thuận. Các điều khoản của thỏa thuận quy định "Hitachi đã không sử dụng các bí mật bị đánh cắp, mọi bí mật mà công ty có sẽ được trả lại cho IBM, và tên, địa chỉ và các chi nhánh kinh doanh của tất cả các cá nhân đề nghị bán bí mật cho Hitachi sẽ bị công khai." 
Năm 1987, một thẩm phán liên bang Hoa Kỳ phán quyết rằng Tập đoàn Sumitomo đã vi phạm hai bằng sáng chế về sợi quang do Corning Inc. nắm giữ và ra lệnh cho công ty Nhật Bản ngừng sản xuất và bán một loại cáp quang nhất định.
Năm 1992, một tòa án liên bang Hoa Kỳ phán quyết Minolta đã vi phạm bản quyền  bằng sáng chế của Honeywell về chế tạo máy ảnh lấy nét tự động. Thẩm phán đã trao cho Honeywell 96 triệu USD.
Mặc dù Nhật Bản là đồng minh của Mỹ, Toshiba Machine Company đã bán trái phép thiết bị phay cánh quạt cho Liên Xô, thiết bị này được sử dụng để giúp tàu ngầm Liên Xô dễ dàng tránh sự giám sát của Mỹ hơn. Việc mua bán này dẫn đến việc đe dọa cấm nhập khẩu Toshiba vào Hoa Kỳ và lời quở trách từ cả cựu Thủ tướng Nakasone Yasuhiro và Bộ trưởng Bộ Nội thương và Công nghiệp Nhật Bản về hành vi kinh doanh của Toshiba.
Mặc dù cái gọi là vấn đề thương mại của Hoa Kỳ được cho là do các chính sách kinh tế của chính quốc gia này, Chính quyền Reagan đã dùng đến biện pháp "Công kích Nhật Bản" bằng cách đưa ra các khiếu nại về các hoạt động thương mại không công bằng và bất hợp pháp của Nhật Bản, mà chính quyền tin rằng đã góp phần vào thâm hụt thương mại song phương với Nhật Bản. Vào thập niên 1980, Hoa Kỳ coi Nhật Bản là một mối đe dọa kinh tế và cáo buộc Nhật Bản ăn cắp tài sản trí tuệ, thao túng tiền tệ, chính sách công nghiệp do nhà nước bảo trợ và làm suy yếu ngành sản xuất của Hoa Kỳ. Khi kết thúc Hiệp định Plaza, cựu Tổng thống Hoa Kỳ Ronald Reagan đã nói, "Khi các chính phủ cho phép làm giả hoặc sao chép các sản phẩm của Mỹ, điều đó đang đánh cắp tương lai của chúng ta và đó không còn là thương mại tự do nữa."

## Kết luận
Sự kết thúc của phép màu kinh tế trùng hợp với sự kết thúc của Chiến tranh Lạnh. Trong khi thị trường chứng khoán Nhật Bản đạt mức cao nhất mọi thời đại vào cuối năm 1989, phục hồi sau đó vào năm 1990, thì nó lại tụt dốc nhanh chóng vào năm 1991. Năm kết thúc bong bóng giá tài sản ở Nhật Bản trùng với Chiến tranh vùng Vịnh và Liên Xô tan rã. Giai đoạn trì trệ kinh tế sau đó được gọi là những thập niên đã mất.